# Althammer
Althammer was een werkkamp dat fungeerde als een subkamp van Auschwitz. In Althammer, gelegen in het dorp Stara Kuźnia, werd een bijzonder project uitgevoerd. De gevangenen van het kamp waren tussen september 1944 en januari 1945 bezig met het bouwen van een thermische elektriciteitscentrale. Op 17 januari telde het kamp 486 gevangenen.

## Zie ook
- Lijst van buitenkampen van Auschwitz